# Bumba (spinnen)
Bumba is een geslacht van spinnen uit de familie vogelspinnen (Theraphosidae).

## Soorten
De volgende soorten zijn bij het geslacht ingedeeld:
- Bumba cabocla (Pérez-Miles, 2000)
- Bumba horrida (Schmidt, 1994)
- Bumba lennoni Pérez-Miles, Bonaldo & Miglio, 2014
- Bumba pulcherrimaklaasi (Schmidt, 1991)